# Acélizom
Az Acélizom (eredeti cím: Pumping Iron) 1977-ben bemutatott amerikai dokudráma a profi testépítés világáról, középpontjában az 1975-ös IFBB Mr. Universe és Mr. Olympia versenyekkel. A George Butler és Robert Fiore által rendezett, Geof Bartz és Larry Silk által szerkesztett filmet Butler és Charles Gaines azonos című könyve ihlette, névlegesen Arnold Schwarzenegger és egyik fő versenytársa, Lou Ferrigno, a Mr. Olympia címért folytatott versenyéről szól. A filmben Franco Columbu és Mike Katz testépítőkről szóló részek is szerepelnek, emellett Ken Waller, Ed Corney, Serge Nubret és a korszak más híres testépítői is feltűnnek.
A Mr. Universe és Mr. Olympia versenyeket megelőző 100 nap alatt és a versenyek alatt forgatott filmet a készítőknek nem volt elég pénzük a forgatás befejezéséhez, és két évig állt. Végül Schwarzenegger és a filmben szereplő más testépítők segítettek pénzt gyűjteni a forgatás befejezéséhez, és a film 1977-ben került a mozikba. A film kasszasiker lett, Schwarzeneggert ekkor várt ismertté. A projekt emellett népszerűsítette a testépítés kultúráját, amely akkoriban még kissé hiánypótló volt, és hozzájárult az 1980-as évek fitneszőrületének kialakulásához; a film megjelenését követően jelentősen megnőtt a kereskedelmi edzőtermek száma az Amerikai Egyesült Államokban.
A filmet CED-en és VHS-en adták ki, majd 2003-ban a mozibemutató 25. évfordulója alkalmából újra kiadták DVD-n. A film három folytatást ihletett: George Butler Pumping Iron II: The Women (1985) című dokumentumfilmjét a női testépítés világáról; David és Scott McVeigh Raw Iron (2002) című dokumentumfilmjét az Acélizom forgatásáról, és arról, hogy a film hogyan hatott a benne szereplők életére; valamint Vlad Yudin Generation Iron (2013) című dokumentumfilmjét, amelyben az Acélizom producere, Jerome Gary volt a vezető producer.
A kritikusok által is elismert filmben, Arnold Schwarzenegger és Lou Ferrigno egy kíméletlen versenyben mérkőznek meg egymással a Mr. Olympia címért, ami Schwarzeneggert ismertté tette.

## Cselekmény
1975-ben a testépítők a dél-afrikai Pretoriában megrendezésre kerülő Mr. Universe amatőr versenyre és a Mr. Olympia profi versenyre készülnek. A film első része a Mr. Universe címre esélyes Mike Katz életét mutatja be. Katzot fiatalkorában zsidó származása és szemüvege miatt sokan zaklatták, ami arra ösztökélte, hogy profi futballista legyen; amikor a New York Jetsben futballozó karrierje egy lábsérülés miatt véget ért, testépítő lett. Pszichológiai kiegyensúlyozottságát felborítja egy csínytevő vetélytárs, Ken Waller, aki a verseny előtt ellopja Katz szerencsepólóját. Waller megnyeri a Mr. Universe-t, Katz pedig negyedik lesz. Katz a könnyeivel küszködve, vidáman értékeli a helyzetet, mielőtt hazatelefonál, hogy hallja felesége és gyermekei hangját. Ezután gratulál Wallernek.
A film ezután Arnold Schwarzenegger és Lou Ferrigno, a Mr. Olympia címért küzdő profi testépítők rivalizálására helyezi a hangsúlyt. Schwarzenegger, aki ekkor már tíz esztendeje veteránja a testépítésnek, öt egymást követő évben nyerte meg a Mr. Olympiát, azonban utolsó verseny után vissza akar vonulni. Ferrigno, aki 1,96 méteres magasságával és 275 fontjával (125 kg) az eddigi legnagyobb testépítő, eltökélt szándéka, hogy ő lesz az, aki végre letaszítja Schwarzeneggert a trónról. A film bemutatja az egyes férfiak személyiségét, otthoni környezetét és edzésstílusát: Schwarzenegger extrovertált, agresszív, és más testépítőkkel együtt edz a Gold's Gymben és a Muscle Beachen, míg a csendes, visszafogott Ferrigno – aki egy gyerekkori fülgyulladás után részlegesen megsüketült – az apjával edz egy félhomályos, privát, alagsori edzőteremben. Míg Ferrigno a családjával veszi körül magát, Schwarzeneggert mindenhová más testépítők, riporterek és gyönyörű nők kísérik el.
A Ferrignóval és Schwarzeneggerrel készült interjúk és edzésbemutatók között az utóbbi elmagyarázza a testépítés alapfogalmait. Bár hangsúlyozza a testalkat fontosságát a testépítésben, Schwarzenegger a versenyzés pszichológiai aspektusait is hangsúlyozza, és számos győzelmét a pszichológiai harc alkalmazásának köszöni. A film röviden kitér Schwarzenegger edzőpartnerére, Franco Columbura, aki a Mr. Olympia egyik esélyese a 200 font (90,72 kg) alatti súlycsoport megnyerésére. A Szardínián található Ollolai nevű aprócska falujából származó egykori bokszoló, Columbu hazatér, hogy egy hagyományos vacsorát ünnepeljen családjával, akik még mindig ragaszkodnak a régi világ értékeihez, és szkeptikusan viszonyulnak a boksz és a testépítés nyíltszíni agressziójához. Ennek ellenére Columbu lenyűgözi a családját egy erődemonstrációval, amikor felemel egy autó hátsó részét, és ferdén megdönti, hogy az kiférjen egy szűk parkolóhelyről.
Dél-Afrikában Schwarzenegger pszichológiai harcot folytat Ferrigno ellen, és végül összebarátkozik vele, majd finoman sértegeti őt a Ferrigno családjával töltött közös reggelinél. Schwarzenegger később részt vesz a 200 font alatti súlycsoport versenyzőinek zsűrizésén, hogy felmérje, ki lesz a vetélytársa a Mr. Olympia címért, és viccelődve becsmérli Columbut. Ed Corney megjelenése megdöbbenti Schwarzeneggert, aki a filmben egyetlen alkalommal dicsér egy másik testépítőt; a férfi nyíltan csodálja Corney fizikumát és pózolási képességeit. Columbu első helyezést ér el, és továbbjut, hogy megmérkőzzön a 200 font feletti kategória győztesével.
Schwarzenegger, Ferrigno és Serge Nubret felkészülnek a színpadra lépésre, és a 200 font feletti kategóriás versenyzésre. Az öltözőben Schwarzenegger az utolsó pillanatban megfélemlíti Ferrignót, aki láthatóan megrendül a színpadon, és végül a harmadik helyen végez Nubret és Schwarzenegger mögött, akit győztesnek nyilvánítanak. Schwarzenegger és Columbu pózolóversenyt vívnak a Mr. Olympia címért. Schwarzenegger színpadi jelenlétével és megfélemlítő megjelenésével elbizonytalanítja Columbut, és őt nyilvánítják Mr. Olympia-nak. A győzelem utáni beszédében bejelenti, hogy hivatalosan is visszavonul a profi testépítéstől. Később, a versenyzők afterpartyján Schwarzenegger marihuánát szívva és sült csirkét fogyasztva ünnepli győzelmét. A verseny végeztével boldog születésnapot kíván Ferrignónak, és a többi versenyzővel közösen elénekli a "Happy Birthday to You"-t, miközben egy torta kerül elő. A film végén Schwarzenegger, Ferrigno és Ferrigno szülei együtt mennek a repülőtérre.

## A film készítése
A film úgy indult, hogy a testépítést a sportág újoncainak szemszögéből mutatják be; ehhez a produkció Bud Cort vékony testalkatú színészt szerződtette, azzal a szándékkal, hogy Cort fejlődését kövesse nyomon egy fizikailag vékony férfiból izmos, erős testépítővé. Cort egy rövid ideig a Gold's Gymben edzett, és Schwarzeneggertől vett órákat, de végül úgy érezte, nem ő a megfelelő személy a projekthez; Cort és a producerek útjai barátságosan elváltak, a dokumentumfilmes csapat a Gold'sban már befutott testépítőkre kezdett koncentrálni.
Hogy ellensúlyozza Cort narratív részének elvesztését, Butler úgy döntött, hogy kihasználja Schwarzenegger és Ferrigno ellentétes személyiségét, és a filmet egy hősies, de "baljós" alulmaradó (Ferrigno) és egy karizmatikus, erős "gonosztevő" (Schwarzenegger) történeteként állítja színpadra. Ennek érdekében Butler szándékosan kerülte Ferrigno edzésjeleneteinek erős megvilágítású forgatását, és Schwarzenegger edzésjeleneteihez a Gold's Gym szabadtéri hangulatát, a Muscle Beach napfényét hangsúlyozta. Schwarzenegger azt állítja, hogy segített Butlernek a gonosz szerepének megformálásában, és arra hivatkozott, hogy az apja temetésére haza nem térő történetét egy francia testépítő mondta neki; a film megjelenése után azonban olyan állítások láttak napvilágot, hogy Schwarzenegger valójában nem volt hajlandó részt venni a temetésen. Butler emellett a Mike Katz és Ken Waller közötti kapcsolatot baljós rivalizálásnak állította be, és egy narratív hézag kitöltése érdekében forgatta le a "focis jelenetet", amelyben Waller utólag úgy dönt, hogy ellopja Katz pólóját. Waller és Katz valójában közeli barátok voltak, és az, hogy Waller ellopta a pólót, csupán egy hirtelen jött csíny volt, és nem volt célja, hogy Katzot olyan mértékben felzaklassa, ahogyan az történt. Waller később megbánta a focis jelenetet, és azt állította, hogy a testépítő versenyek közönsége még évekkel a film bemutatása után is kifütyülte őt.

## Fogadtatása
A film kasszasiker lett és a testépítés bekerült a köztudatba. A film meglovagolta az Amerikában éppen elinduló fitneszőrület hullámait, és hozzájárult az edzőtermek rohamos szaporodásához. A szándékosan dramatizált film sikere előtt a testépítőkre nem tekintettek sportolókként, és makacsul tartotta magát az elképzelés, hogy a testépítők ostobák, az izmaik pedig lelohadnak, amint abbahagyják a versenyzést. Az Acélizom sikere megnyitotta az utat Schwarzeneggernek Hollywood felé, ahol korábban hatalmas alkata és erős osztrák akcentusa miatt inkább csak apró szerepeket kapott. Bár más testépítőket is foglalkoztatott a szórakoztatóipar – Lou Ferrigno például az 1978-as The Incredible Hulk című sorozatban alakította Hulkot –, Schwarzeneggernek sikerült a leginkább megvalósítania színészi álmait és bekerülni a köztudatba az 1980-as évek elején a Conan, a barbár című filmmel és a Terminátor megformálásával.
A Rotten Tomatoes 35 értékelés alapján 91%-osra ítélte, a Metacritic pedig 72%-ot adott neki 12 kritikus értékelése alapján.

## Raw Iron
A film 25. évfordulója alkalmából David és Scott McVeigh filmkészítők felkeresték az Acélizom szereplőit, hogy nyomon kövessék életüket, és megnézzék, hogyan hatott rájuk a film sikere személyesen és szakmailag. Az így készült Raw Iron című film egyben az Acélizom forgatásának dokumentálására is szolgált, feltárva azokat a nehézségeket, amelyekkel Butler a film elkészítése során szembesült, és a narratív döntéseket, amelyeket hozott. A Raw Iron sok olyan drámát is leleplezett, amelyek az Acélizomban játszódtak le, például Schwarzenegger egy rideg megjegyzését arról, hogy miért nem tért vissza Ausztriába az apja temetésére. Leleplezi a drámát, de megnyugtatja a testépítésbe fektetett kemény munka őszinteségét, amit ezek a férfiak végeztek. A filmet eredetileg a Starz adta le, később pedig extraként szerepelt az Acélizom DVD-jén.

## Fordítás
- Ez a szócikk részben vagy egészben  a   Pumping Iron című angol Wikipédia-szócikk fordításán alapul.  Az eredeti cikk szerkesztőit annak laptörténete sorolja fel. Ez a jelzés csupán a megfogalmazás eredetét és a szerzői jogokat jelzi, nem szolgál a cikkben szereplő információk forrásmegjelöléseként.